# Lijst van werken van Piet Clijsen
Dit artikel tracht een overzicht te geven van de glas-in-loodramen en andere werken van Piet Clijsen.

## Fotogalerij

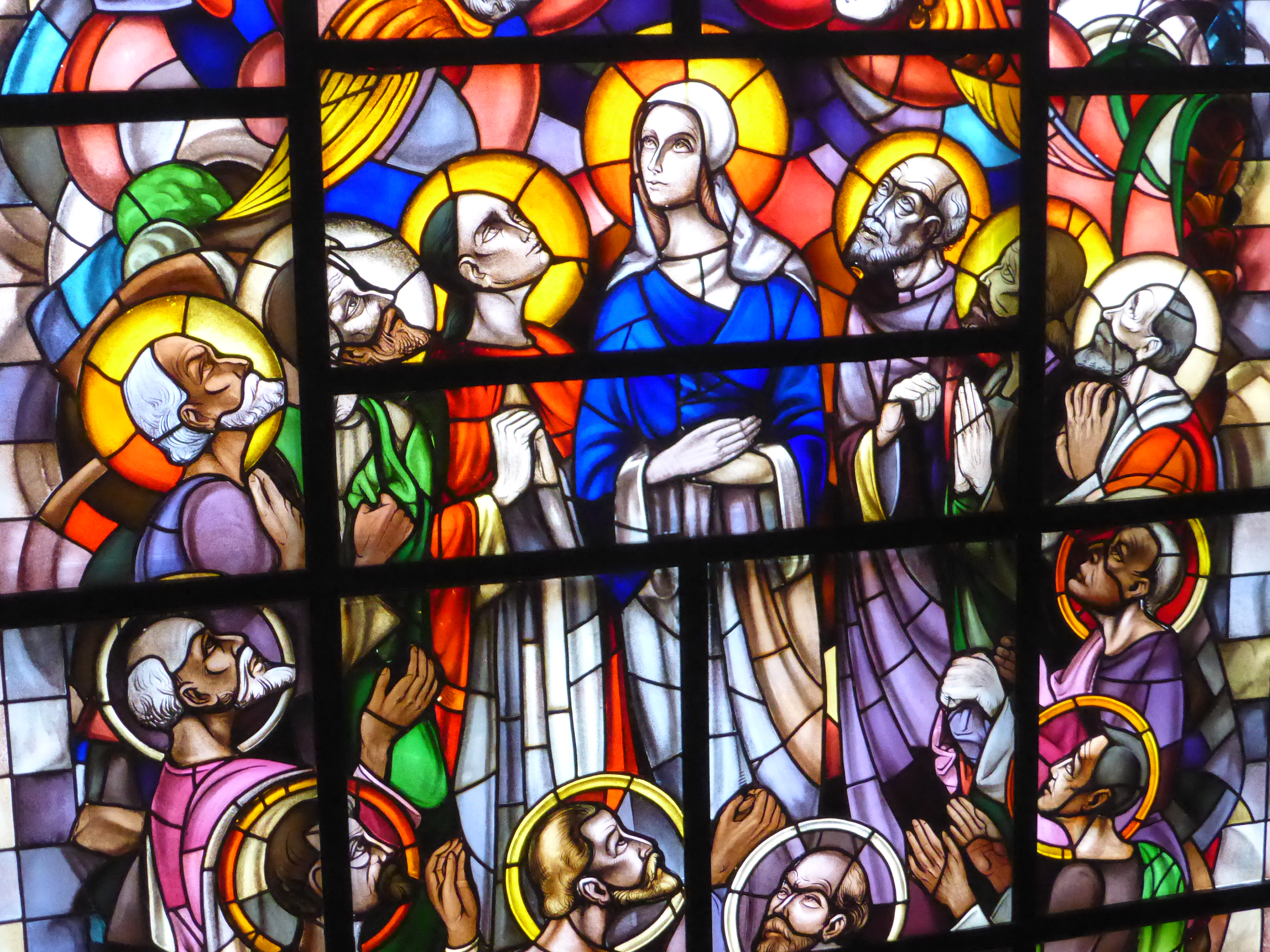
Raam H. Maagdkerk (Theater de Maagd), Bergen op Zoom (1936)
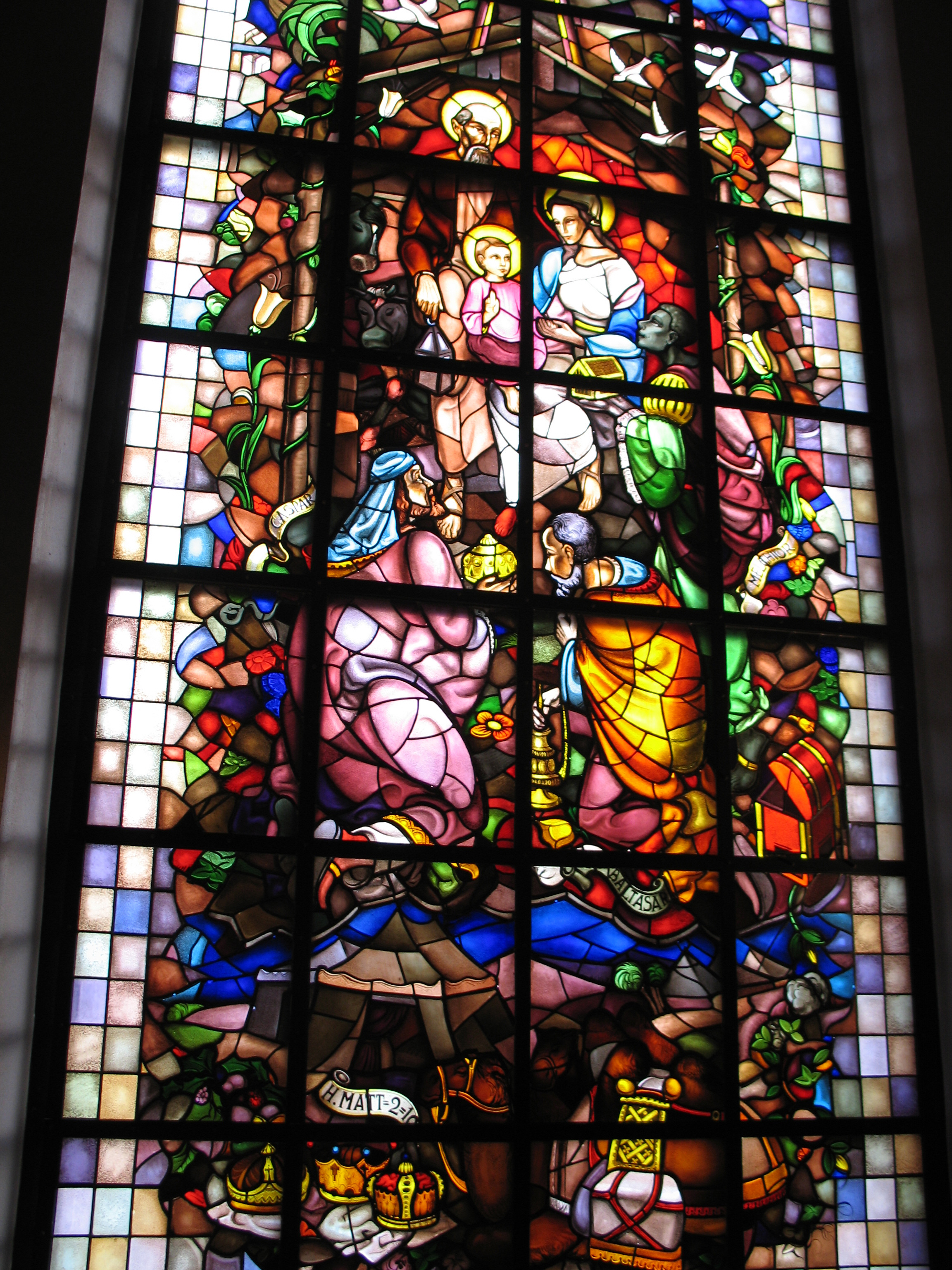
Raam H. Maagdkerk (Theater de Maagd), Bergen op Zoom (1936)
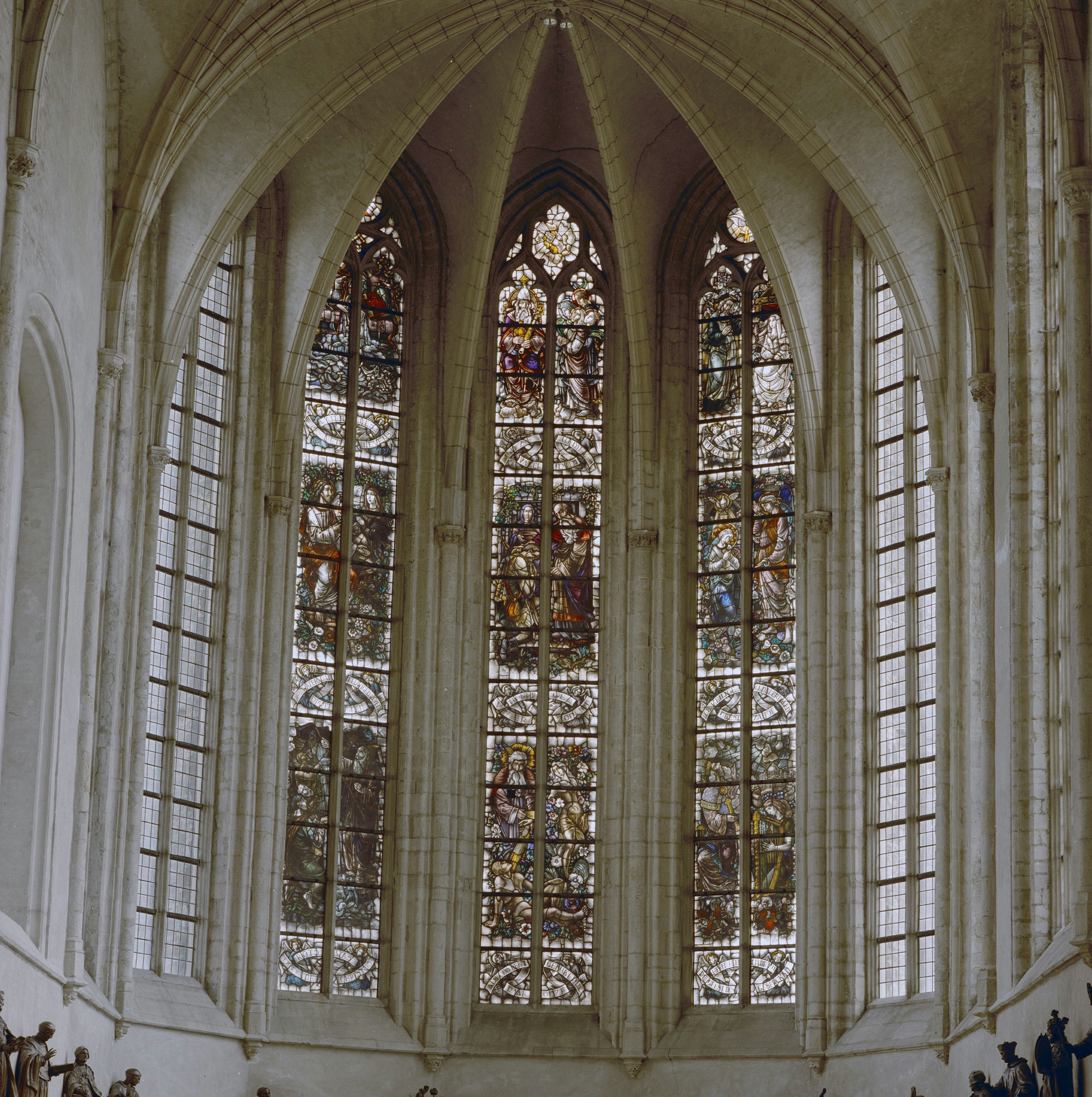
Priesterkoor Lambertus Kerk, Wouw (1951)
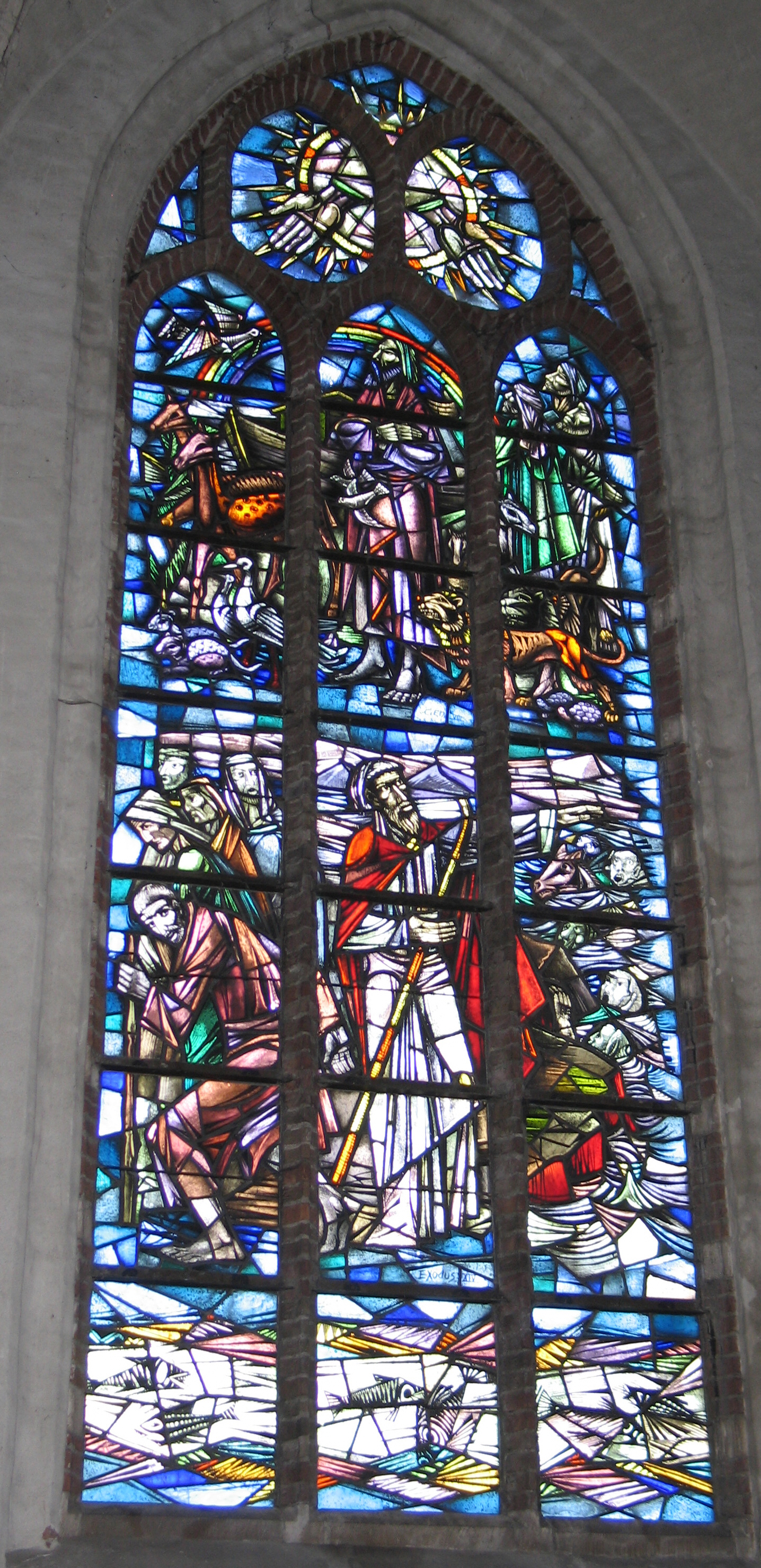
Raam Lambertuskerk, Wouw (1960)
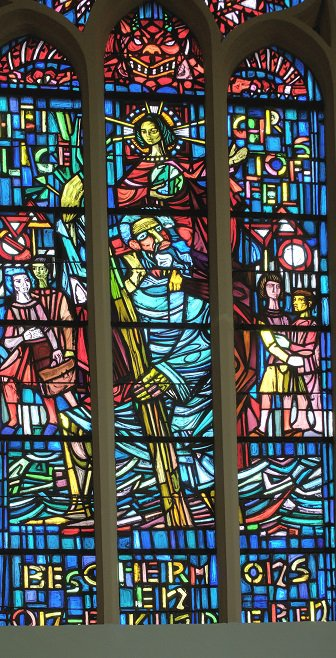
St Christoffelraam in de Oswalduskerk, Zeddam (1961)
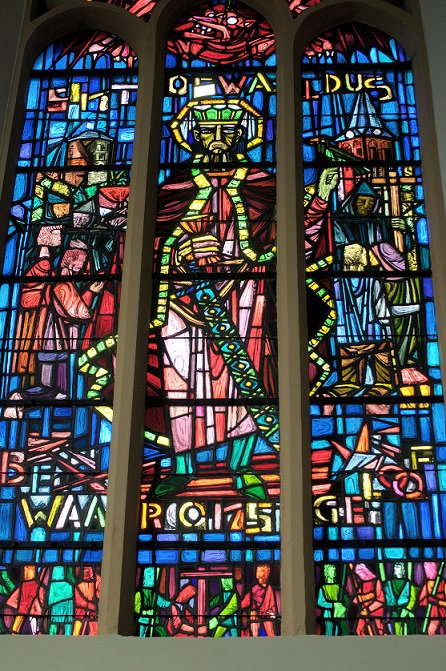
St Oswaldusraam in de Oswalduskerk, Zeddam (1961)
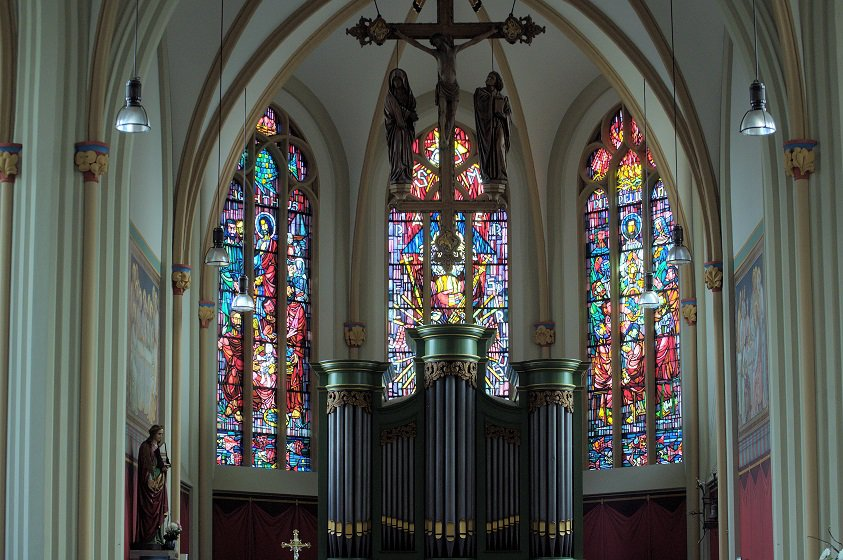
Ramen Priesterkoor in de Oswalduskerk, Zeddam (1961)
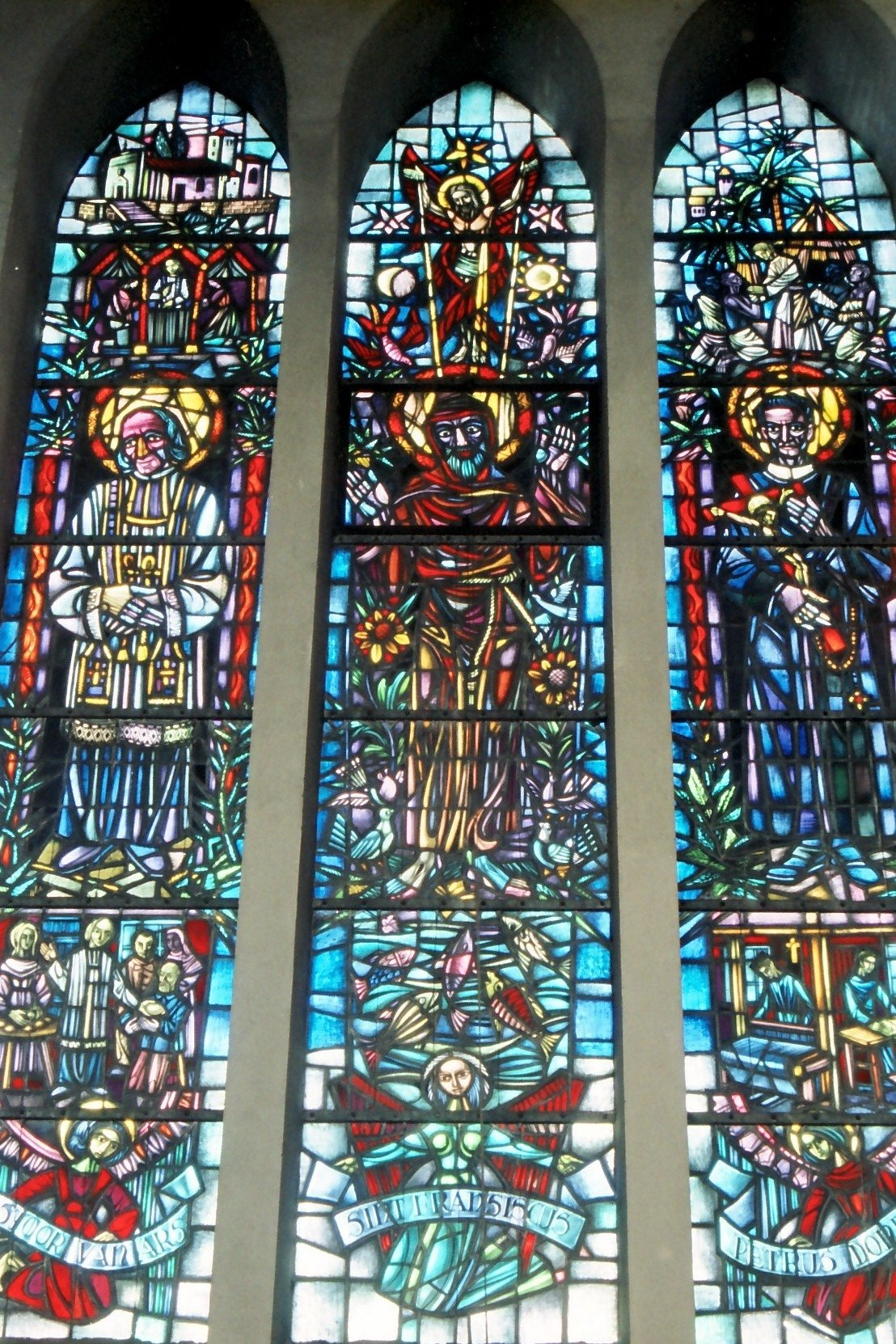
Raam in de Dyonisius (Goirkese) Kerk, Tilburg (1959)
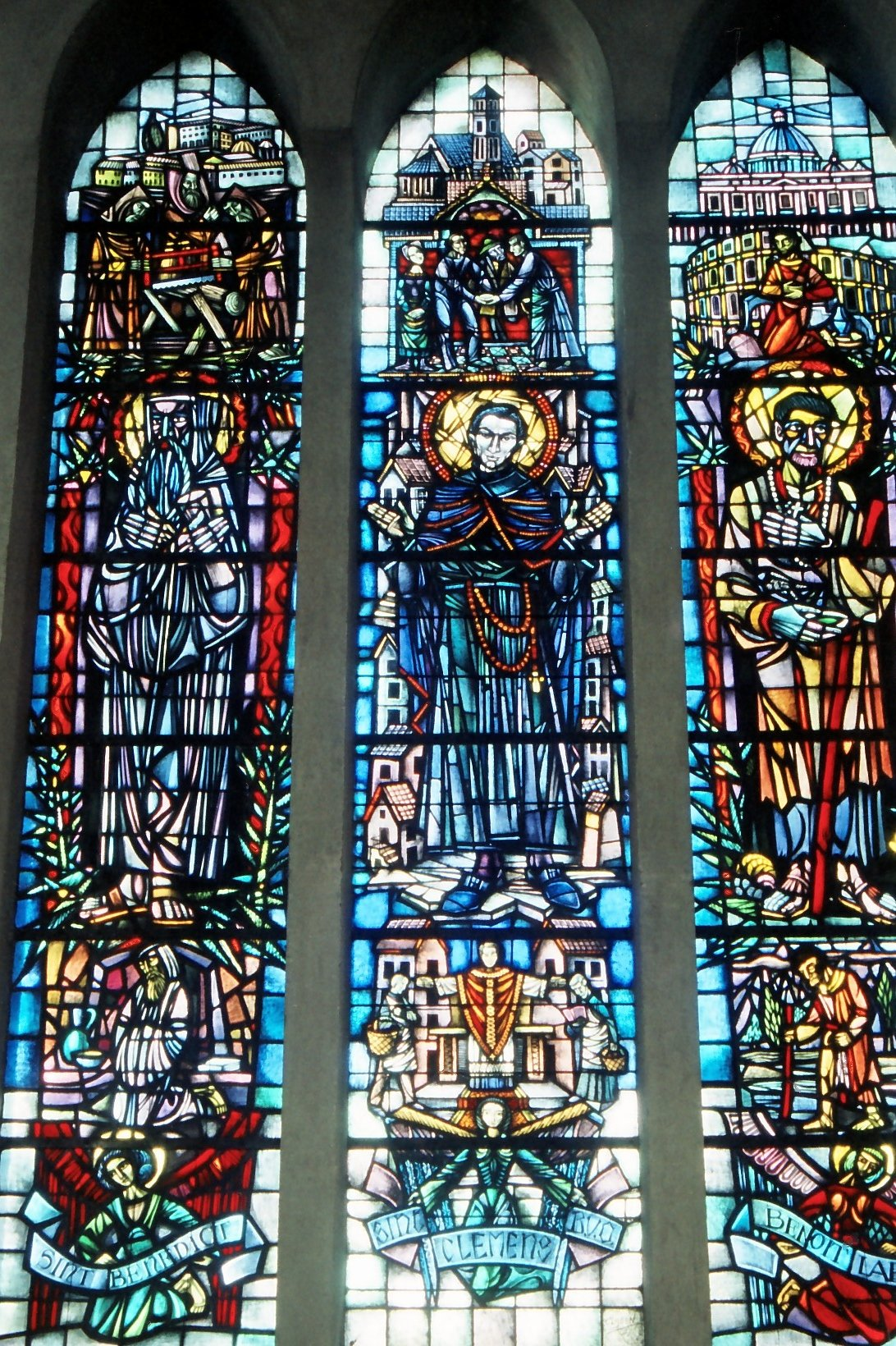
Raam in de Dyonisius (Goirkese) Kerk, Tilburg (1959)

## Werken
Aanvankelijk, rond de Tweede Wereldoorlog, werkte Clijsen in een stijl geïnspireerd door de Limburgse School met kunstenaars als Charles Eyck en Joep Nicolas. In de jaren vijftig ontwikkelde hij een robuuste stijl, die zich kenmerkte door het zoeken naar een grafische eenheid tussen brandschilderwerk, loodlijnen en expressionistisch kleurgebruik.
Van onderstaande werken zijn administratieve aantekeningen, schetsen, ontwerptekeningen, detailstudies of werktekeningen te vinden in het Regionaal Archief Tilburg. Sommige werken zijn bij sloop of verbouwingen verloren gegaan, waarbij soms fragmenten in privé-collecties terecht zijn gekomen.

#### Openbare gebouwen en scholen
- Paleis Raadhuis in Tilburg: 
  - Allegorische voorstellingen (1936) betreffende de thema's arbeid, handel, industrie, verwijzend naar de R.K.Handelshogeschool, de Kamer van Koophandel Midden Brabant en de R.K. Leergangen.
  - Vier ramen (1946) aangeboden aan Jan van de Mortel, burgemeester in oorlogstijd. De voorstellingen betreffen de thema's oorlogsleed, bevrijding, herstel gezag, wederopbouw.[2][3]
  - Raam (1954-1955) opgedragen aan de mensen, die de pokkenepidemie succesvol hielpen bestrijden[4]
- Glas-in-loodraam (1946) voor de brandweerkazerne in de Fabrieksstraat in Tilburg
- Glas-in-loodraam (1948) bij gelegenheid van het 75-jarig bestaan van het Gemeentelijk Gasbedrijf in Tilburg
- Glas-in-loodraam (1949) ter gelegenheid van het 50-jarig bestaan van het Odulphuslyceum in Tilburg
- Het Peerke Donders-raam (1949) voor de Canisius MAVO in Tilburg[5]
- Glas-in-loodraam (1952) voor de Franciscus kweekschool in Breda[6]
- Opaline-glasmozaïek (1954) voor de R.K. Ambachts- en Industrieschool aan de Spoorlaan in Tilburg
- Muurschilderingen en glasmozaïeken (1960) voor de MULO in De Besterd in Tilburg
- Ramen voor de GGD in Tilburg
- Glas-in-loodraam voor de Nieuwe Koninklijke Harmonie in Tilburg

#### Kerken in Tilburg
- Glas-in-loodramen (1947-1961) voor de Dionysiuskerk Goirke[7]
- Acht ramen (1948) in de zijbeuken van de Margaritha Maria Alacoquekerk[8]
- Gebrandschilderde ramen en glasmedallions (1956-1961) voor de Sint-Leonardus en Gezellenkerk in De Besterd (afgebroken in 1975)[9]
- Gebrandschilderde ramen en mozaïeken (1958) voor de Broekhovense kerk II (afgebroken in 1974)[10]

#### Kerken buiten Tilburg
- Ramen (1951-1960) voor de Lambertuskerk in Wouw
- Beglazing (1961-1964) voor priesterkoor en kapellen naast de ingang van de Oswalduskerk in Zeddam
- Volledige beglazing (1936) voor de voormalige Heilige Maagdkerk te Bergen op Zoom
- Ramen in de Onze Lieve Vrouwe van Lourdeskerk in Bergen op Zoom
- Maria Hemelvaartraam (1956) in het westelijke transept in Maria Hemelvaartskerk in Sas van Gent
- Ramen in de voormalige H. Cornelius kerk, tegenwoordig Kerk Welberg in Steenbergen[11]

#### Werken in het buitenland
In buitenland leverde Clijsen voornamelijk gebrandschilderde glas-in-loodramen voor kerken:
- Canada: ramen voor de Presbyterian Church in Ottawa[12]
- Verenigde Staten:
  - Acht ramen (1953) voor het St. Michaelsklooster in Union City (New Jersey)[13]
  - Adam en Eva raam (1953) voor het Passionistenklooster in Springfield (Massachusetts)[14]
  - Ramen (1962) voor hetzelfde klooster
  - Ramen (1952) voor het Passionistenklooster in Honolulu
  - Roosvenster voorstellende de H. Drievuldigheid (1962) voor hetzelfde klooster
  - Tien grote en vijf kleine ramen voor de St. Sebastian Church in Kingwood (West Virginia)
  - Raam voor de evangelische St. Mark Lutheran Church in Fremont (Ohio)
- Overzeese gebiedsdelen: 
  - Twee ramen voor de R.K. HBS op Curaçao[15]
  - Vijf ramen voor de Public High School op Curaçao[16]
  - Vijftien ramen (1965) voor de kapel van de Marinierskazerne Savaneta op Aruba
- Zuid-Afrika:
  - Tien ramen voor de Kathedraal van Keimoes

#### Voorbeelden van industriële en privéramen
- Gedenkraam (1944) voor de firma Frans Verbunt[17]
- Raam (1944) voorstellende Sint-Severus voor frater Balduinus (Voogdij instituten Nederland)
- Gedenkraam (1949) voor het 25-jarig jubileum van de N.V. Hollandse Textielindustrie[18]
- Jubileumraam (1950) voor de firma Mertens
- Raam (1950) voor het bedrijf Red Band
- Twee ramen (1950) voor het 100-jarig bestaan van textielfabriek Pijnenburg in Goirle. Tegenwoordig zijn deze geplaatst op Heemerf De Schutsboom in Goirle[19]
- Gedenkraam (1956) voorstellende Sint-Fransiscus voor de melkfabriek in Dongen
- Gedenkraam (1961) voor bouwbedrijf van Broekhoven